# Stanisława Alina Liniarska
Stanisława Alina Liniarska z d. Sieńko ps. „Iwonka” {ur. 20 stycznia 1920, 1911? w Warszawie, zm. 7 września 1981 tamże) – uczestniczka kampanii wrześniowej 1939, od 1940 szyfrantka i kurierka KG ZWZ, od 1941 kurierka w KO ZWZ Białystok, później w sztabie Obszaru Wileńskiego ZWZ-AK, w konspiracji WiN w Warszawie, więźniarka UB.

## Życiorys
Urodziła się 20 stycznia 1920, 1911? w Warszawie w rodzinie Jana i Stanisławy z d. Ostaszewska. Przed rozpoczęciem wojną uzyskała tzw. małą maturę (ukończyła 6 klas gimnazjum).

Podczas kampanii wrześniowej i po jej zakończeniu pomagała rannym żołnierzom. W kwietniu 1940 została zaprzysiężona w Związku Walki Zbrojnej przyjmując ps. „Iwonka”. Zajmowała się wówczas roznoszeniem komunikatów radiowych. W tymże roku ukończyła kurs łączności i szyfrów, a po jego ukończeniu była szyfrantką w KG ZWZ pełniąc również funkcję kurierki tej komórki. W lipcu 1941 przeniesiono „Iwonkę” do Komendy Okręgu ZWZ Białystok, w której objęła funkcję szyfrantki i jednocześnie kurierki Sztabu Obszaru Wileńskiego ZWZ. Podlegała bezpośrednio majorowi Aleksandrowi Krajnikowi, który był komendantem tego Obszaru. Do jej zadań należało rozwożenie meldunków, rozkazów, a nawet broni i pieniędzy z dobrze zorganizowanej bazy łączności Obszaru w Jeżewie, pow. Białystok. Miała utrzymywać kontakty zarówno ze Sztabem Okręgu jak i z Komendą Główną w Warszawie.  W zaświadczeniu o przebiegu służby wydanym jej przez b. dowódcę Białostockiego Okręgu AK w dniu 3 maja 1963 czytamy:

W styczniu 1944 r. Ob. Ilonka ochotniczo przewiozła w nocy chłopską furmanką przesyłkę broni i amunicji (20 pistoletów maszynowych) ze stacji w Szepietowie do bazy Sztabu Obszaru w Jeżewie. Przesyłkę dostarczyli kurierzy z Warszawy do Szepietowa. Iwonka osobiście odebrała przesyłkę i przy pomocy kolejarzy załadowała na wóz, następnie 30 km przewiozła bez ochrony, gdyż w tym czasie w rejonie Wysokiego Mazowieckiego była sytuacja alarmowa. Dwukrotnie żandarmeria zatrzymała wóz, lecz spokój, opanowanie i wykazana pewność siebie w czasie rozmowy z żandarmami sprawiły, że żandarmi wozu nie kontrolowali. W marcu 1944 ochotniczo przewiozła koleją pilną dotację pieniężną (pól miliona ost-marek) z bazy Obszaru w Jeżewie do Wołkowyska, przekazując kolejarzom przesyłkę do Lidy. W czasie kontroli w pociągu szczęśliwie żandarmi przeoczyli plecak z pieniędzmi leżący obok Iwonki pod ławką. Wiele podobnych wypadków Ob. Iwonka jako kurierka przeżyła, przy przejściach granicznych do G.G. jadąc z meldunkami sytuacyjnymi do Głównej Komendy A.K w Warszawie, lub w powrotnej drodze, wioząc rozkazy do Sztabów Okręgów ... .

W maju 1944 przeniesiono Stanisławę do Sztabu Okręgu AK Białystok, w którym do końca pełniła funkcję kurierki. Jej bezpośrednim przełożonym był od tej chwili ppłk Wincenty Ściegienny ps. „Las”. W połowie 1944 uczestniczyła w walkach z Niemcami podczas obrony radiostacji Okręgu. Po wejściu Sowietów pozostała w konspiracji pracując jako szyfrantka Komendy Okręgu AK-AKO Białystok. W listopadzie 1945 „Iwonę” przeniesiono do Warszawy, w której pełniła funkcję łączniczki zastępcy szefa Oddziału Centralnego Zrzeszenia Wolność i Niezawisłość ppłk. Stanisława Sędziaka „Warty” do komendanta Okręgu Białostockiego WiN, ppłk. Mariana Świtalskiego „Juhasa” oraz do szefa łączności Obszaru Centralnego WiN Zofii Franio „Doktór”. 4 stycznia 1947 aresztowano ją razem z Sędziakiem. Wyrokiem Wojskowego sądu rejonowego w Warszawie z 31 lipca 1947 skazano ją na 6 lat więzienia. Wyrok odbywała w więzieniach na Mokotowie oraz Fordonie. Zwolniona została 4 stycznia 1953 i zamieszkała w Warszawie, gdzie pracowała dorywczo, prywatnie jako maszynistka. W 1955 została zatrudniona na stanowisku maszynistki w „Miastoprojekcie”. W związku z pogarszającym się stanem zdrowia w 1958 zrezygnowała z tej pracy. W 1959 poślubiła płk. Władysława Liniarskiego „Mścisława”, a po zamążpójściu nie pracowała już zawodowo. Zamieszkali z mężem przy ul. Stołecznej 17b. Była członkinią Związku Bojowników o Wolność i Demokrację. W 1970 w związku z trudną sytuacją materialną otrzymała rentę wyjątkową.
Zmarła nagle 7 września 1981 i została pochowana na cmentarzu Powązkowskim(kwatera 4-6-9).

## Odznaczenia
- Krzyż Srebrny Orderu Virtuti Militari[a] – sierpień 1943
- Krzyż Walecznych – po raz 1, 2 i 3
- Krzyż Zasługi z Mieczami
- Krzyż Armii Krajowej
- Krzyż Partyzancki
- Medal Wojska